# Wiktor Moskalenko
Wiktor Moskalenko (ukrainisch Віктор Москаленко; * 12. April 1960 in Odessa) ist ein ukrainischer Schachspieler und -autor. 1988 wurde er Internationaler Meister, seit 1992 ist er Großmeister. Seit Oktober 2012 spielt er für den spanischen Schachverband.

## Leben
Er ist mit der Schachspielerin Tatjana Jastrebowa verheiratet und hat eine Tochter. Zwischen 1992 und 1994 sekundierte er Wassyl Iwantschuk. Im Jahre 2000 zog die Familie nach Barcelona. Neben dem Schachspielen schreibt Moskalenko für die Schachzeitschrift New In Chess und das ChessBase Magazin.

## Erfolge
1987 gewann er in Mykolajiw die ukrainische Einzelmeisterschaft. 1988 wurde er in Lwiw geteilter Zweiter mit Wassyl Iwantschuk und Wolodymyr Malanjuk. Im selben Jahr gewann er noch vor Zsófia und Judit Polgár die Offene Ungarische Meisterschaft. 1992 gewann er das Paris Open mit 10 Punkten aus 11 Partien und ein Turnier der Kategorie 7 auf Fuerteventura. 2005 teilte er sich beim Magistral Casino Masters in Barcelona den ersten Platz mit Wassyl Iwantschuk. In den Jahren 2005 und 2007 wurde er katalanischer Einzelmeister. Im Laufe seiner Schachkarriere gewann Moskalenko mehr als 100 internationale Turniere mit Siegen über Alexander Chalifman 1985 in 22 Zügen, Jewgeni Sweschnikow 1987, Michał Krasenkow 1989, Anatoli Waisser 1992, Dawid Bronstein in Wijk aan Zee 1992 und Alexander Morosewitsch 1994.
Sein erster Verein war der Odesskiy Centralniy Shaxmatniy Club. Er spielte auch in französischen, katalanischen und spanischen (unter anderem mit CE Escola d'Escacs de Barcelona 2013 und 2017 in der División de Honor) Ligen. In Katalonien spielt er für den Club d'Escacs Terrassa.
Seine Elo-Zahl beträgt 2457 (Stand: Mai 2022), seine höchste Elo-Zahl von 2591 erreichte er im Juli 2011.

## Veröffentlichungen
- The Fabulous Budapest Gambit. Interchess BV, Alkmaar 2007, ISBN 978-90-5691-224-6.
- The Flexible French. New in Chess, Alkmaar 2008, ISBN 978-90-5691-245-1.
- Revolutionize Your Chess. New in Chess, Alkmaar 2009, ISBN 978-90-5691-295-6.
- The Wonderful Winawer. New in Chess, Alkmaar 2010, ISBN 978-90-5691-327-4.
- The Perfect Pirc-Modern. New in Chess, Alkmaar 2013, ISBN 978-90-5691-402-8.
- The Diamond Dutch. New in Chess, Alkmaar 2014, ISBN 978-90-5691-441-7.
- The Even More Flexible French. New in Chess, Alkmaar 2015, ISBN 978-90-5691-574-2.
- Training with Moska. New in Chess, Alkmaar 2017, ISBN 978-90-5691-676-3.
- An Attacking Repertoire for White with 1.d4. New in Chess, Alkmaar 2019, ISBN 978-90-5691-830-9.